# Andreas Faistenberger
Andreas Faistenberger, baptisé le 29 novembre 1646 à Kitzbühel et mort le 8 décembre 1735 à Munich, est un sculpteur et un peintre tyrolien qui œuvra en Bavière.

## Biographie
Andreas Faistenberger est d'abord apprenti chez son père Benedikt Faitenberger à Kitzbühel, puis part s'établir à Munich, où il se marie en 1679 avec la fille du sculpteur Matthias Schütz, avec qui il collabore.
Faistenberger est nommé sculpteur à la Cour et se trouve au faîte de la gloire entre 1680 et 1720 à Munich. Il travaille à la plupart des projets d'églises importantes en cours avec les Frères Asam (il est le professeur d'Egid Quirin Asam).
Il a notamment pour disciples, outre Asam, Johann Georg Greiff et Johann Baptist Straub.

## Œuvres principales
- Chaire de l'église des Théatins à Munich, 1686
- Statues d'Abraham et Issac à la Theatinerkirche
- Autel de Saint-Sébastien à la Cathédrale Notre-Dame de Munich
- Statues des Quatre Évangélistes et autel à l'église Saint-Pierre de Munich
- Sculptures à l'église Saint-Michel de Berg am Laim
- Immaculée Conception en albâtre, à l'église de Roding
- Annonciation au-dessus de l'autel de l'église supérieure de la Bürgersaalkirche à Munich
- Statues d'autel à l'église Sainte-Élisabeth de Munich (en)
- Statues de saint Joseph et de saint André, dans l'ancienne église des Carmélites de Munich (de)
- Nombreuses œuvres au Musée national de Bavière

## Sources
- (de) Cet article est partiellement ou en totalité issu de l’article de Wikipédia en allemand intitulé « Andreas Faistenberger » (voir la liste des auteurs).